# Erigeron trifidus
Erigeron trifidus (лат.) — многолетнее травянистое растение, вид рода Мелколепестник (Erigeron) семейства Астровые, произрастает в Канаде.

## Распространение и местообитание
Erigeron trifidus — редкое растение, произрастает в провинциях Альберта и Британская Колумбия на западе Канады. Растёт на каменистых осыпях и склонах в высокогорных зонах.

## Ботаническое описание
Это небольшое многолетнее растение, как правило, не более 10 см в высоту, образующее ветвящийся подземный стеблекорень (каудекс). Листья обычно трёхлопастные, до 3 см в длину. Соцветие состоит только из одной головки на стебле. Каждая головка содержит 20-40 белых, лавандовых или розовых лучевых соцветий, окружающих многочисленные жёлтые дисковые соцветия. Цветёт в июле-августе.

## Происхождение
Предполагается, что это редкое растение является результатом гибридизации между Erigeron compositus и Erigeron lanatus. Это также подтверждается генетическим анализом. В большинстве случаев гаплотип пластома (ДНК хлоропластов) в E. trifidus такой же, как в E. lanatus, предполагая, что последний является материнским видом. Кроме этого, E. trifidus обнаруживает высокий уровень полиморфизма повторов, что характерно для гибридов. Все северные популяции E. trifidus имеют особенности повторов, которые отсутствуют в центральных и южных популяциях. Предполагается также, что южные популяции представляют собой результат независимой гибридизации и отличаются происхождением от северных популяций.